# 松元平野岡体育館

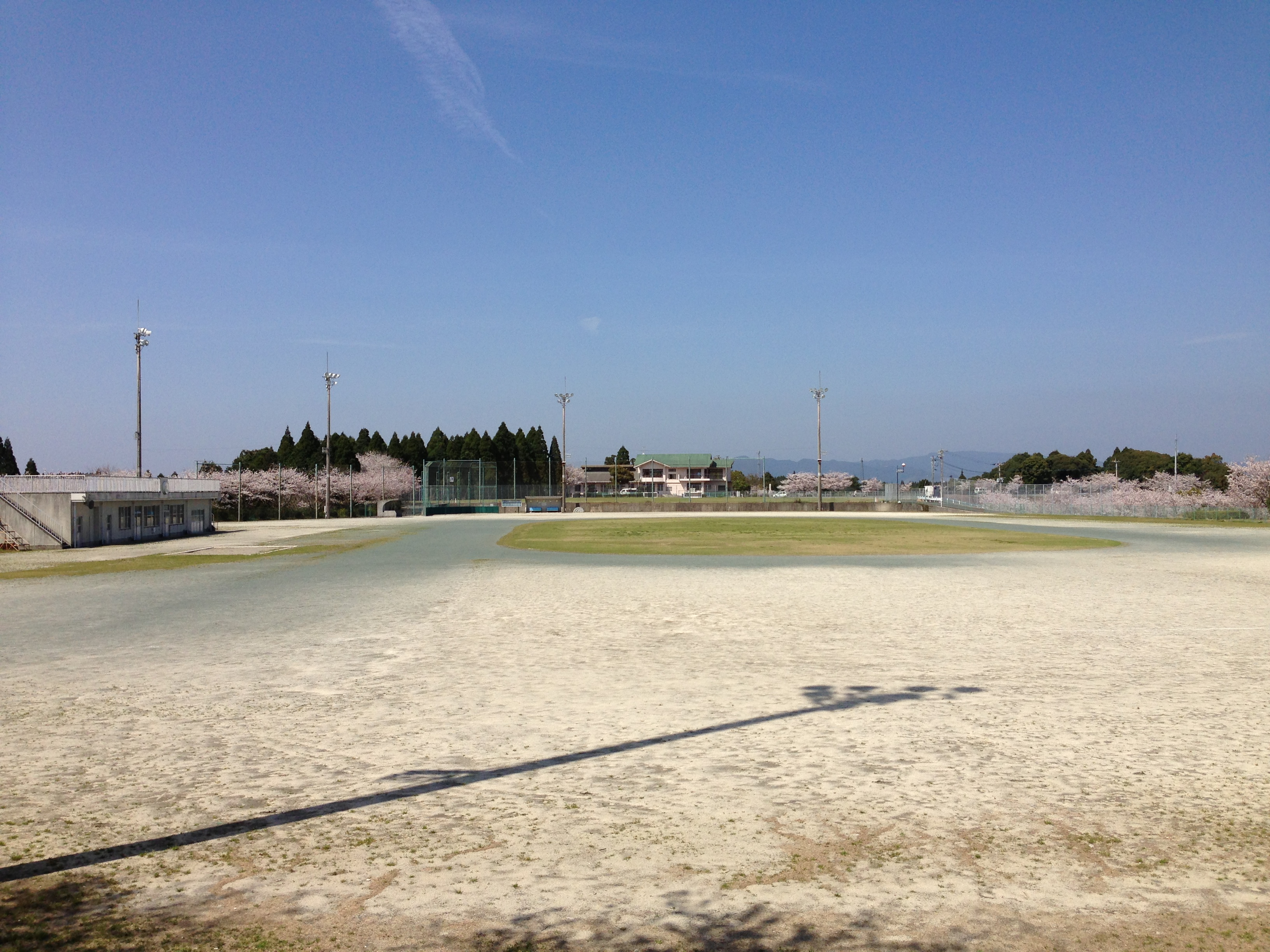
グラウンド

松元平野岡体育館（まつもとひらのおかたいいくかん）は、鹿児島県鹿児島市上谷口町の平野岡にある市立の総合運動公園。ビルメン鹿児島が指定管理者となっている。

## 概要
1990年に本施設付近で温泉掘削を開始し、その温泉付近にそれまで松元町内になかった広大な町立運動公園を建設し翌年の1991年に完成した。体育館やグランドから構成されている。

## 施設

### 有料施設
- 松元平野岡体育館(あいハウジングアリーナ松元[1])
  - バレーボール・卓球・ バスケットボール・バドミントンなどで利用できるほか、会議室や多目的スペースも備える[2]。
- 茶山(さざん)ドーム(あいハウジングドームまつもと[1])
  - 多目的ドームであり、全天候型のテニス等に利用できる[3]。
- 温泉（まつもと温泉） 
  - ミストサウナ・うたせ湯・大浴場(幼児は無料)[4]
- 松元平野岡運動場(あいハウジンググラウンド松元[1])
- テニスコート
- 茶山房（さざんぼう）
  - 研修・宿泊施設としてスポーツ少年団や部活動の合宿[5]、さらには座禅会の会場としても利用されている[6]。

### その他施設
- 草スキー場
- わんぱく広場
- パターゴルフ場

## まつもと温泉
- 泉質：単純温泉（低張性・低温泉）
- 泉温：32.1℃
- 液性の分類：アルカリ性

## 沿革
- 1990年（平成2年）9月 - 温泉掘削着手。
- 1991年（平成3年）7月 - 平野岡健康づくり公園(旧称)多目的グラウンド完成。
- 1991年（平成3年）7月 - 温泉湧出
- 1993年（平成5年）4月 - 平野岡健康づくり公園完成。
- 1995年（平成7年）4月 - 「茶山房」完成
- 2002年（平成14年）1月 - 福原愛選手招待卓球大会実施
- 2002年（平成14年）12月 - 温泉専用ロビー設置。温泉施設名を「まつもと温泉」と命名。
- 2003年（平成15年）6月 - 多目的ドーム着工。
- 2003年（平成15年）7月 - 温泉入浴者100万人突破。
- 2004年（平成16年）4月 - 多目的ドームを「茶山ドーム」と命名。茶山ドーム完成。
- 2004年（平成16年）11月 - 松元町が鹿児島市に編入され、管理が鹿児島市に移管される。
- 2020年（令和2年）4月 - 鹿児島市が株式会社あいハウジングとネーミングライツ契約を締結し、3施設の命名権導入[1]

## 交通アクセス
- 鹿児島市コミュニティバス「あいばす(9.松元地域)」 「松元平野岡体育館」下車。
- JR薩摩松元駅下車徒歩約30分。
- 駐車場（無料）約1,000台。

## 周辺施設
市営の体育施設としてプールや弓道場があるほか、以下の施設がある。
- 鹿児島市立松元中学校
- 鹿児島市立松元幼稚園
- 松元中央公民館
- 鹿児島ガーデンゴルフ倶楽部松元コース
- 薩摩松元駅
- 鹿児島市役所松元支所